# Hot in Cleveland
Hot in Cleveland (Póquer de Rainhas (título em Portugal) , No Calor de Cleveland no Brasil) é uma sitcom norte-americana estrelada por Valerie Bertinelli, Jane Leeves, Wendie Malick e Betty White. A série estreou em 16 de junho de 2010, e tem sido a maior audiência da TV Land em seus 14 anos de existência.
Em 7 de julho de 2010, a emissora anunciou que a série seria renovada para mais uma temporada de 20 episódios, tendo estreado em 19 de janeiro de 2010. Em fevereiro de 2011, a série foi renovada para um terceira temporada de 24 episódios.

## Elenco
- Valerie Bertinelli como Melanie Hope Moretti
- Jane Leeves como Rejoyla "Joy" Scroggs
- Wendie Malick como Victoria Chase
- Betty White como Elka Ostrovsky